# Мюррей, Уильям, 1-й граф Дайсарт
Уи́льям Мю́ррей, 1-й гра́ф Дайса́рт (англ. William Murray, 1st Earl of Dysart; ок. 1600 — 1655) — шотландский аристократ, приближённый короля Карла I, 1-й граф Дайсарт (1643–1655).

## Биография
Уильям Мюррей был сыном Уильяма Мюррея и его супруги Маргарет Мюррей. Уильям с детства воспитывался при английском дворе и рос вместе с принцем Уэльским. Он был назначен джентльменом спальни принца Уэльского, а в 1626 году король Карл I назначил его джентльменом королевской спальни и после этого началось его возвышение.
Уильям женился на Кэтрин Брюс, дочери полковника Нормана Брюса и Джанет Норвелл. У них было четыре дочери, старшая из которых Элизабет стала наследницей своего отца. 
В годы гражданской войны был сторонником Карла I и выполнял его поручения. В 1643 году, король Карл I создал для него наследственный титул граф Дайсарт и возвёл его в пэрское достоинство. В 1645 году Мюррей встречался с королевой Генриеттой Марией в Париже, которая наняла его для ведения переговоров с иностранными державами. 
В феврале 1646 года он вернулся в Англию и был арестован по обвинению в шпионаже. Мюррей был заключен в Тауэр и летом того же года был освобождён из заключения. После пленения короля Карла I, ему было запрещено находиться в королевстве и он уехал в Европу. На континенте, он был в числе окружения короля Карла II, который находился в Гааге. По некоторым данным, он вернулся в Шотландию и скончался в Эдинбурге; наследницей графского титула стала старшая дочь Элизабет.